# Chiesa di Santa Maria Assunta (Civitella in Val di Chiana)
La chiesa di Santa Maria Assunta è un edificio sacro che si trova in piazza Lazzeri a Civitella in Val di Chiana.

## Descrizione
Esisteva già come priorato benedettino nell'XI secolo. Restaurata nel 1765, fu ricostruita dopo un periodo di abbandono ed ampliata nel 1875; nel 1934 furono aggiunte le due navatelle laterali che caratterizzano anche l'attuale costruzione, posteriore al disastroso bombardamento del 1944 ed alla rappresaglia nazista compiuta nello stesso anno nei confronti dei cittadini inermi: proprio in questa piazza, il giorno dei Santi Pietro e Paolo, furono uccise 117 persone tra cui il parroco. Ricorda l'avvenimento, nel cinquantennale, il portale bronzeo dell'artista Bino Bini (1994). 
All'interno, sulla parete di fondo della navatella destra, è conservata una tavola dell'aretino Teofilo Torri raffigurante la Crocifissione tra i Santi Niccolò di Bari, Giovanni Battista, Caterina e Maria Maddalena (1602).